# Mezinárodní helsinská federace pro lidská práva
Mezinárodní helsinská federace pro lidská práva (anglicky International Helsinki Federation for Human Rights, zkratka IHF) byla nevládní organizace na ochranu lidských práv v Evropě, Severní Americe a Střední Asii. Působila v letech 1982–2007. Byla koordinačním orgánem helsinských výborů v jednotlivých zemích a jejím hlavním cílem bylo sledovat dodržování ustanovení helsinského závěrečného aktu KBSE a jeho následných dokumentů v oblasti lidských práv.

## Založení a poslání
Organizace byla založena v září 1982 na Mezinárodní občanské konferenci Helsinki Watch v italském Bellagiu, aby koordinovala práci národních občanských skupin (helsinských výborů), které vznikaly v jednotlivých signatářských státech závěrečného aktu Konference o bezpečnosti a spolupráci v Evropě (KBSE) z Helsink. Inspirací k jejímu vzniku byla výzva Andreje Sacharova. Formálně ohlásila svou existenci v listopadu téhož roku v Madridu v době konání 2. následné Konference o bezpečnosti a spolupráci v Evropě.
Původními členy bylo 8 nezávislých helsinských výborů Rakouska, Belgie, Kanady, Francie, Nizozemska, Norska, Švédska a Spojených států. V roce 2007, kdy byla organizace rozpuštěna, měla 46 členských výborů. Sídlo a sekretariát federace byly ve Vídni. Generálním tajemníkem byl Švéd Gerald Nagler a předsedou v letech 1984–1991 Karel Schwarzenberg.
IHF podporovala helsinské výbory a přidružené skupiny pro lidská práva, umožňovala jejich propojení a zastupovala je na mezinárodní politické úrovni. Měla také přímé kontakty s jednotlivci a skupinami podporujícími lidská práva v zemích, kde helsinské výbory neexistovaly. Kromě shromažďování a analýzy informací o podmínkách lidských práv v zemích OBSE působila IHF jako informační středisko a šířila informace do vlád, mezivládních organizací, tisku a široké veřejnosti.
Rada Evropy udělila IHF Evropskou cenu za lidská práva za rok 1989 (dostala ji společně s Lechem Wałęsou). Cenu převzal 10. května 1989 ve Štrasburku Karel Schwarzenberg.

## Vztah k Československu
Na Den lidských práv 11. listopadu 1988 chtěla IHF uspořádat v Praze seminář Československo '88, který policie zmařila – konal se místo toho o dva dny později ve Vídni. Československý helsinský výbor, který se stal členem IHF v prosinci tohoto roku, založila skupina třiceti opozičně zaměřených československých občanů v čele s Jiřím Hájkem (stal se jeho prvním předsedou). V lednu 1989 navštívili Československo představitelé IHF Gerald Nagler a Tanja Petovar a sešli se se členy občanských iniciativ i se zástupcem oficiální lidskoprávní organizace. Karel Schwarzenberg tehdy nedostal vízum, ale již v březnu byl v čele delegace, která jednala se zástupci oficiálních institucí (Výborem československé veřejnosti pro lidská práva a Československým mírovým výborem) i občanských iniciativ. Dubnového výročního zasedání IHF se zástupci Československého helsinského výboru nemohli zúčastnit, protože je na hranicích zadržela policie.
Československý helsinský výbor brzy po sametové revoluci požádal o registraci a rozrostla se jeho členská základna. Po rozdělení státu vznikly Český helsinský výbor a Slovenský helsinský výbor; oba zůstaly členy IHF, slovenský později zanikl.

## Zánik
V listopadu 2007 musela IHF podat návrh na konkurz kvůli platební neschopnosti, což vedlo k jejímu zrušení. Příčinou byla zpronevěra majetku společnosti pokladníkem Rainerem Tannenbergerem (během 6 let bylo odcizeno 1,8 milionu dolarů). Tannenberger byl odsouzen ke 3 letům vězení.
Po zániku IHF některé skupiny fungují v rámci Mezinárodní federace lidských práv (Fédération internationale des ligues des droits de l'homme; FIDH), založené již roku 1922.